# Млади Радник (футбольний клуб)
Футбольний клуб Млади Радник або просто Млади Радник (серб. Фудбалски клуб Млади Радник) — професійний сербський футбольний клуб з міста Пожареваць. В перекладі з сербської мови назва клубу означає Футбольний клуб «Молодий робітник». 
В 2016 році було створено новий клуб ФК Раднички 1926. Зараз він виступає на стадіоні «Вашаріште» як спадкоємець клубу «Млади Радник».

## Досягнення
- Перша ліга чемпіонату Сербії
  -  Бронзовий призер (1): 2008/09

- Сербська ліга Захід
  -  Чемпіон (1): 2007/08

## Відомі гравці
- Мар'ян Маркович
- Горан Обрадович

## Відомі тренери
- Зоран Ранделович (червень 2010–теп.час)
- Небойша Максимович (червень 2009 -червень 2010 )
- Милолюб Остоїч ( червень 2009)
- Бранко Смілянич (1996)